# Philippe Bouvatier
Philippe Bouvatier   (Rouen, 12 de juny de 1964 - Rouen, 7 d'abril de 2023) va ser un ciclista francès que fou professional entre 1984 fins al 1995. Com amateur va participar en els Jocs Olímpics de Los Angeles.
Un doble accident vascular cerebral li provocà la mort l'abril del 2023 amb tan sols 58 anys.

## Palmarès
- 1982
  -  Campió de França júnior en ruta
  - 1r al Duo Normand (amb Bruce Péan)
- 1983
  - 1r a la París-Mantes
  - 1r a la París-Auxerre
  - 1r al Gran Premi de les Nacions amateur
- 1984
  - 1r a la París-Ezy
  - 1r a la París-Lisieux
  - 1r a la París-Évreux
- 1988
  - 1r al Duo Normand (amb Thierry Marie)
  - 1r a la Polynormande
  - 1r al Critèrium de Lisieux
- 1990
  - Vencedor d'una etapa del Tour de la CEE
- 1991
  - Vencedor d'una etapa del Herald Sun Tour
  - Vencedor d'una etapa del Tour del Mediterrani

### Resultats al Tour de França
- 1986. Abandona (15a etapa)
- 1987. 66è a la classificació general
- 1988. 32è a la classificació general
- 1989. Fora de control (15a etapa)

### Resultats al Giro d'Itàlia
- 1992. Abandona (8a etapa)
- 1993. Abandona (10a etapa)

### Resultats a la Volta a Espanya
- 1986. Abandona
- 1987. 38è a la classificació general
- 1988. Abandona
- 1989. 42è a la classificació general